# Thorectes stellosus
Thorectes stellosus är en skalbaggsart som beskrevs av Jan Krikken 1981. Thorectes stellosus ingår i släktet Thorectes och familjen tordyvlar. Utöver nominatformen finns också underarten T. s. annapurnicus.